# Мужское государство
«Мужское государство» (МГ) — российское экстремистское «мужское движение», занимающееся травлей, преследованием и угрозами, включая угрозы убийством, в отношении женщин, детей, представителей «нерусских» национальностей и ЛГБТ; продвигающее идеи патриархата, ненависти к женщинам и детям, гомофобии, национализма, расизма, антисемитизма и украинофобии. Создано Владиславом Поздняковым в 2016 году в рамках закрытого сообщества во «ВКонтакте». 18 октября 2021 года решением Нижегородского областного суда признано экстремистским и запрещено на территории России. Фактически продолжает действовать.

## История

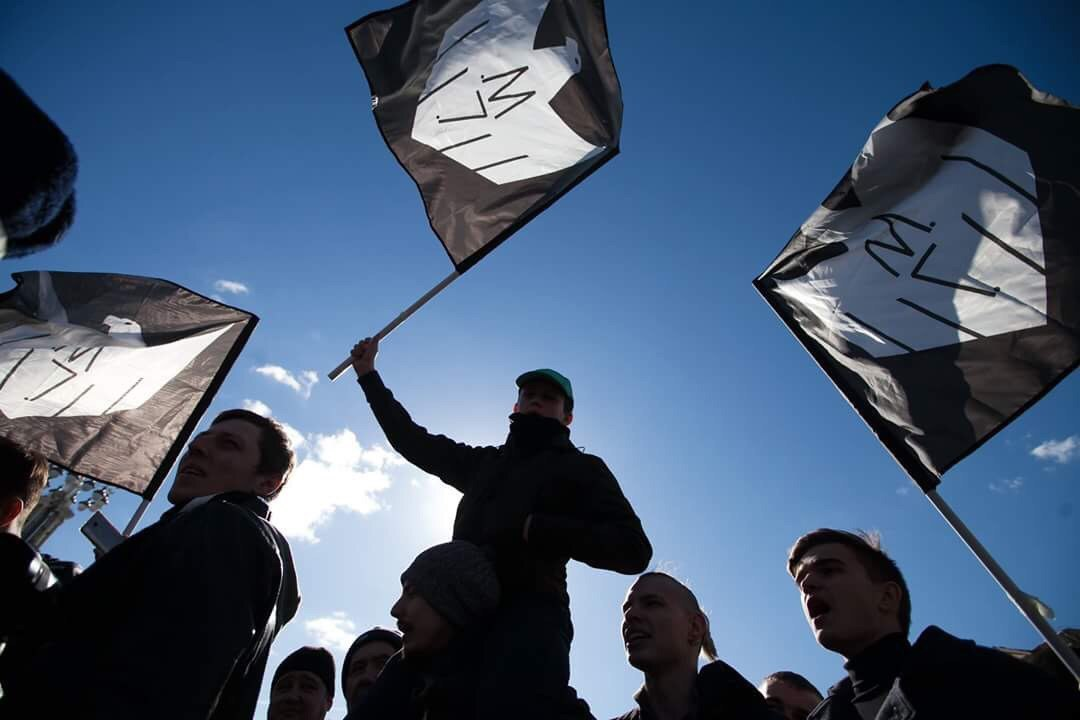
«Мужское государство» на митинге в Москве 26 марта 2017 года

Закрытое сообщество «Мужское государство» было создано жителем Балаково Владиславом Викторовичем Поздняковым (род. 1991) в 2016 году в социальной сети «ВКонтакте». В 2017 году стали создаваться региональные подразделения организации. Среди основных идей движения указывались: патриархат, национализм и информационная война против действующей власти; в самой группе также были установлены жёсткие правила членства. Деятельность сообщества была сконцентрирована преимущественно в интернете: через различные соцсети публиковались «разоблачения» женщин, замеченных в непристойном, по мнению Позднякова, поведении, после чего участники «Мужского государства» начинали оскорблять и угрожать им побоями или убийством.
Также периодически проводились встречи, в ходе которых участники учились рукопашному бою и стрельбе из пневматического оружия. Общественно-политическая активность организации была сведена к минимуму, поскольку движение никак не регистрировалось. При этом некоторое время в качестве своего политического партнёра члены «Мужского государства» указывали ЛДПР.
В декабре 2018 года Владислав Поздняков был осуждён на два года условно по статье 282 УК РФ за «действия, направленные на унижение человеческого достоинства по отношению к женщинам». В марте 2019 года приговор был отменён в связи с декриминализацией данной статьи.
В 2019 году за экстремистскую деятельность были осуждены четверо участников «Мужского государства» из Хабаровска, задержанные в 2017 году. В 2020 году «Мужское государство» организовало травлю жительницы Краснодара Екатерины Фроловой, усыновившей темнокожего ребёнка.

### Блокировка
В 2020 году сообщество «Мужское государство» было заблокировано администрацией «ВКонтакте» за «призывы к насильственным действиям». К моменту блокировки в группе состояло свыше 150 тысяч человек. После блокировки «Мужского государства» и ещё двух его сообществ во «ВКонтакте» Поздняков начал активно вести свой канал в Telegram, насчитывающий более 80 тысяч подписчиков.
В 2021 году «Тануки» обратилась в App Store и Google Play и их юридическим представителям в России с просьбой содействовать блокировке Telegram-каналов «Мужского государства». 12 октября Telegram ограничил доступ к каналу «Мужского государства» на мобильных устройствах, объяснив это запросом со стороны компаний Apple и Google (при этом в конце сентября на фоне блокировки бота Умного голосования Павел Дуров заявлял об отказе блокировать «Мужское государство» из-за отсутствия «однозначной юридической оценки»), а YouTube удалил канал Позднякова.

### Экономические атаки
Активисты движения призывали организовывать экономические атаки на сайты некоторых доставок и ресторанов, не оплачивать уже оформленные заказы, а также занижать оценки ресторанов в сервисе «Яндекс. Еда».
Так в августе 2021 года сервис доставки суши «Ёбидоёби» столкнулся с экономической атакой из-за рекламной публикации, в которой снялись три девушки и мужчина-модель родом из Нигерии, в паблике красноярского отделения сети. Поздняков призвал подписчиков «делать заказы левые» на сайте и оставлять негативные комментарии, а также опубликовал личные данные совладельца компании и девушек-моделей которые стали получать сообщения с угрозами, в том числе убийством. Позднее компания принесла публичные извинения за то, что «задела общественность» и удалила посты.
В июле 2021 года сеть магазинов «Вкусвилл» удалила рекламу с участием лесбийской семьи московской ЛГБТ-активистки, её двоих дочерей и невесты одной из дочерей, после гомофобных комментариев и угроз от сторонников движения.
Компания «Вятский квас» заявила о намерении потребовать признать «Мужское государство» экстремистской организацией, поскольку движение устроило травлю представителей компании за размещение рекламы с чернокожей женщиной.

### Конфликт с «Тануки», запрет деятельности и эмиграция лидера
В сентябре 2021 года сеть ресторанов «Тануки» заявила о поступающих со стороны движения угрозах в адрес компании, связанных с размещением рекламы с чернокожим мужчиной и белыми женщинами. Помимо травли, угроз и попыток атак сайта сети, рестораны «Тануки» в Москве получали звонки с сообщениями о минировании. Компания отказалась удалять рекламу, заявив «„недомужское недогосударство“ не на тех напало».
В августе — сентябре 2021 года руководство «Тануки» разослало «десятки заявлений» в различные российские органы: МВД, Роскомнадзор, Следственный комитет и нескольким депутатам Государственной думы c призывом проверки движения. 1 октября 2021 года исполняющий обязанности прокурора Нижегородской области Андрей Гальченко обратился в Нижегородский областной суд с административным иском к Владиславу Позднякову, Дмитрию Губанову и Игорю Носову о запрете деятельности «Мужского государства», по данным прокураторы, в том числе, сторонники «Мужского государства» критиковали государственный строй, заявляя о «геноциде» русского народа. 18 октября 2021 года суд объявил «Мужское государство» экстремистской организацией. Государственное обвинение доказало, что «Мужское государство» устраивало травлю женщин и представителей других национальностей. Адвокат «Мужского государства» Дзамболат Габараев заявил, что доверитель не был извещён о судебном заседании, поскольку давно живёт за границей, а сам адвокат не успел ознакомиться с материалами дела и что будет обжаловать приговор, так как считает его незаконным. По данным прокураторы, на октябрь 2021 года, движение насчитывало 30 региональных ячеек и 500 активных участников.
В августе 2022 года сети ресторанов «Тануки» присуждена компенсация убытков от деятельности «Мужского государства» в размере 158 тыс. руб. от экономической атаки. Компенсацию обязали выплатить основателя движения, так Владислав Поздняков должен оплатить 66 ложных заказов, сделанных по его призыву. В марте 2023 года «Тануки» присуждена компенсация по второму иску в размере 92,5 тыс. рублей упущенной выгоды. Поздняков в 2019 году эмигрировал из России в Польшу, где заявил что подал документы на получение политического убежища.

### После 2022 года
В 2022 году движение выступило с активной поддержкой вторжения России на Украину, неоднократно делало украинофобские и антисемитские высказывания.

## Оценки
По мнению историка А. И. Иванова (2018), «Мужское государство» примыкает к правому радикализму. В рамках доктрины «Мужского государства» в качестве ключевой характеристики социальной жизни постулируется конфликт между женщиной и мужчиной. Иванов отмечает, что основы социальных установок «Мужского государства» деструктивно направлены против существующего российского государства.